# Syndactylactis mammillata
Syndactylactis mammillata är en korallart som först beskrevs av Senna 1907.  Syndactylactis mammillata ingår i släktet Syndactylactis och familjen Cerianthidae. Inga underarter finns listade i Catalogue of Life.